# Thenried
Thenried ist ein Gemeindeteil und eine Gemarkung von Rimbach, einer Gemeinde im Oberpfälzer Landkreis Cham.

## Geschichte
Die vom Anfang des 13. Jahrhunderts stammende Burg Lichteneck war ursprünglich der Mittelpunkt einer Hofmark, zu der auch Thenried gehörte. Die Gemeinde Thenried entstand mit dem bayerischen Gemeindeedikt von 1818 und umfasste folgende Orte:
- Thenried (Dorf)
- Grafenried (Weiler)
- Hinterlichteneck (Einöde)
- Kettersdorf (Dorf)
- Lichteneck (Dorf)
- Madersdorf (Dorf)

Sie unterlag aber noch der Patrimonialgerichtsbarkeit der Nothafft. Mit dem Verkauf der Nothafft‘schen Güter 1829 ging die Gerichtsbarkeit an das Landgericht Kötzting über.
Im Zuge der Gebietsreform in Bayern wurden am 1. Januar 1972 die Gemeinde Thenried nach Rimbach eingegliedert.

## Sehenswürdigkeiten
- Dorfkapelle[2]